# Florencia Benítez
Florencia Soledad Benítez (Buenos Aires, 5 de septiembre de 1986),es una actriz y cantante argentina. Es conocida por haber Interpretado a la villana Jade La Fontaine en la telenovela de Disney Channel Latinoamérica, Violetta.

## Carrera
Comenzó su carrera en el teatro cuando en 2006 interpretó a Esmeralda en El Jorobado de París y en el 2007 interpretó a Lucy Westenra en Drácula, el musical, ambos musicales de Pepe Cibrián Campoy y Ángel Mahler, estrenados en el Teatro Ópera. Luego siguió participando en musicales. En 2008 participó en Coplas, zarzuelas y La corte de Faraón en el teatro La Manufactura Papelera. y en el 2009 participó de Che, el musical argentino en el complejo teatral Ciudad Cultural Konex.
Entre 2010 y 2011 tuvo su primer papel en televisión en la serie de Nickelodeon Latinoamérica, Sueña conmigo donde interpretó a Teresa Grossi. Florencia también participó de la gira por Argentina, Sueña conmigo en concierto.
En 2012 actuó en La corte de Faraón como Lota en el teatro El Cubo. y ese mismo año, apareció en Memorias de poetas, en el teatro 36 billares.
También en 2012, Benítez se unió al elenco principal de la serie de Pol-ka y Disney Channel Latinoamérica, Violetta, interpretando a Jade LaFontaine junto a un elenco internacional, papel que continuó interpretando hasta 2015, durante tres temporadas en total.
En 2013, apareció en la obra Borracho, un after musical en el teatro Siranush. Ese mismo año también apareció en Los vecinos en guerra, telenovela emitida por Telefe, interpretando el papel de Alina.Tiene sus primeras apariciones en la pantalla grande en el mismo año, con Congresoy posteriormente en 2014 aparece en el musical Priscilla, reina del desierto en el Teatro Lola Membrives, haciendo el papel de una de las tres divas.
En 2017 sigue realizando diversos papeles para series de Televisión como Heidi, bienvenida a casa para Nickelodeon, Mi hermano es un clon en el Canal 13 y La noche del buen maridoy para películas en papeles principales como Pendeja, payasa y gorda y En peligro. En 2019, realiza un papel secundario para la serie de Netflix Go! Vive a tu manera, y al siguiente año vuelve al cine con Madre, película en la que hace el papel principal, Adela. En 2021, realiza el papel protagónico de la serie original de Amazon Prime, Viral, con el papel de Anna Simacy al siguiente año aparece en la película 2+2 en el rol de Francisca.En 2023, realiza el papel secundario de Elena Lombardi en la serie de televisión de Disney+, Chueco.Es a principios de ese mismo año cuando realiza su siguiente obra musical, esta vez en México, Todo el Mundo Habla de Jamie, en su primera adaptación al español, con el papel de Margaret New.Más tarde, en octubre de 2023, estrena con el papel de la señora Lovett en Sweeney Todd, en una nueva producción mexicana a cargo de Vatru Entertainment e Ícaro Compañía Teatral.
Benítez se forma líricamente desde 2006 con Facundo Abraham y Teresa Isasa, en teatro con el grupo de investigación teatral "La Escoba" y también ahora, con Joaquín Berthold.

## Cine
| Año  | Título                  | Papel     |
| ---- | ----------------------- | --------- |
| 2013 | Congreso                | Lucía     |
| 2017 | Pendeja, payasa y gorda | Payasa    |
| 2018 | En peligro              | Flor      |
| 2020 | Madre                   | Adela     |
| 2022 | 2+2                     | Francisca |

## Televisión
| Año         | Título                   | Papel                         |
| ----------- | ------------------------ | ----------------------------- |
| 2010 - 2011 | Sueña conmigo            | Teresa Grossi                 |
| 2012- 2015  | Violetta                 | Jade LaFontaine               |
| 2013        | Los vecinos en guerra    | Alina                         |
| 2017        | Heidi, bienvenida a casa | Señorita Rottenmeier/Susy Rot |
| 2018        | Mi hermano es un clon    | Carla                         |
| 2018        | La noche del buen marido | Vanina                        |
| 2019        | Go! Vive a tu manera     | Florencia                     |
| 2021        | Viral                    | Anna Simacc                   |
| 2023        | Chueco                   | Elena Lombardi                |

## Teatro
| Año  | Título                                 | Papel         |
| ---- | -------------------------------------- | ------------- |
| 2006 | El Jorobado de París                   | Esmeralda     |
| 2007 | Drácula, el musical                    | Lucy Westenra |
| 2008 | Coplas, zarzuelas y La corte de Faraón |               |
| 2009 | Che, el musical argentino              |               |
| 2011 | Sueña conmigo en concierto             | Teresa Grossi |
| 2012 | La corte de Faraón                     | Lota          |
| 2012 | Memorias de poetas                     |               |
| 2013 | Borracho, un after musical             |               |
| 2014 | Priscilla, reina del desierto          | Diva          |
| 2023 | Todo el Mundo Habla de Jamie           | Margaret New  |
| 2023 | Sweeney Todd                           | Señora Lovett |

## Premios y nominaciones
| Año  | Premio                                                       | Categoría                                        | Trabajo                      | Resultado |
| ---- | ------------------------------------------------------------ | ------------------------------------------------ | ---------------------------- | --------- |
| 2023 | Premios de la Agrupación de Críticos y Periodistas de Teatro | Actriz en Rol Principal en Musical               | Todo el Mundo Habla de Jamie | Ganadora  |
| 2023 | Los Metro                                                    | Mejor actuación femenina principal en un musical | Sweeney Todd                 | Ganadora  |
| 2023 | Los Metro                                                    | Mejor actuación femenina principal en un musical | Todo el Mundo Habla de Jamie | Nominada  |